# Lenguas arawak del bajo Ucayali
Las lenguas del bajo Ucayali son un grupo filogenético de lenguas arawak habladas en Perú.

## Lenguas del grupo
Las lenguas consideradas dentro de este grupo son (Ramirez 2020):
- Chamicuro, no usado regularmente por los chamicuros, un grupo de unos centenares de personas que viven en Pampa Hermosa, algunos de los cuales conocen la lengua ancestral del grupo.
- Morique (extinto)

## Comparación léxica
La siguiente tabla presenta una comparación léxica entre el morique y el chamicuro (Ramirez 2019: 658; 2020: 145):
| GLOSA  | Morique | Chamicuro | PROTO- UCAYALI | PROTO- ARAWAK |
| ------ | ------- | --------- | -------------- | ------------- |
| lengua | -min    | menu      | *-men-         | *-neni        |
| diente | -as     | ahsi      | *-ahsi         | *-atsɨ-wɨ     |
| ojo    | -oki    | ohki      | *-oki          | *-l(-)ʊkɨ     |
| oreja  | -θai    | tʃaji     | *-ʦai          | *[da]kenai    |
| barba  | xona    | ʂuʔna     | *ʂona          |               |
| jacaré | kaʃio   | kaʃjuna   | *kaʃju-        | *kasiu-       |
| tabaco | porots  | polohti   | *polot-        | *ʤaɨ-ri       |
| maíz   | naʃi    | naʃi      | *naʃi          | *marikɨ       |